# 1335

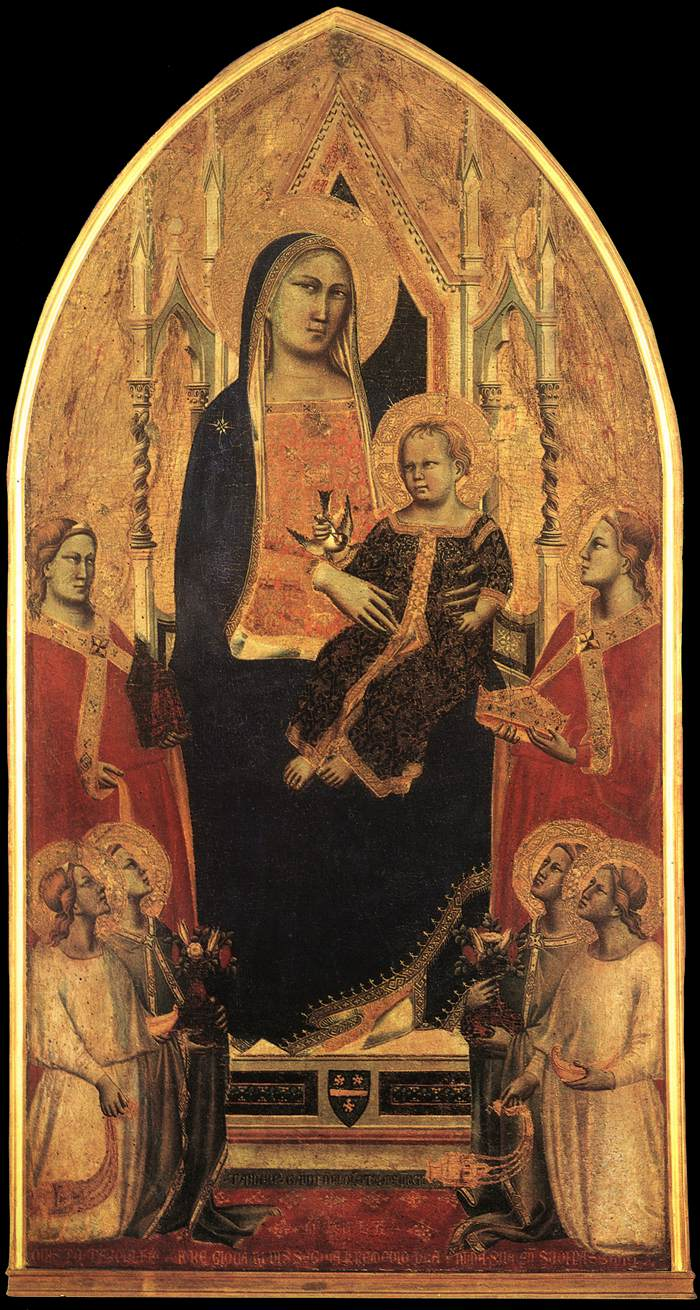
Taddeo Gaddi: Tronende Madonna met kind

Het jaar 1335 is het 35e jaar in de 14e eeuw volgens de christelijke jaartelling.

## Gebeurtenissen
- 16 februari - Otto van Oostenrijk trouwt met Anna van Luxemburg.
- 7 december - Hugues Quiéret wordt benoemd tot admiraal van Frankrijk.
- Vrede van Visegrád: Verdrag tussen Jan de Blinde van Bohemen, Karel I Robert van Hongarije en Casmir III van Polen. Silezië komt aan Bohemen, maar Jan de Blinde geeft zijn aanspraken op de kroon van Polen op.
- Ashikaga Takauji, door Go-Daigo uitgestuurd om een opstand van Hojo Tokoyuki neer te slaan, komt na dat gedaan te hebben zelf in opstand. Hij weet aanvankelijk Kioto te veroveren, maar wordt daarna naar Kyushu teruggedreven.
- Andrea II Muzaka sticht het vorstendom Muzakaj
- Vrede van Fraces tussen Castilië en Navarra.
- Vrede van de Lignages: Einde van de Awans- en Warouxoorlog in het prinsbisdom Luik.
- William van Heytesbury schrijft Regulae solvendi sophismata.
- Magnus Eriksson, koning van Zweden en Noorwegen, trouwt met Blanca van Namen.
- oudst bekende vermelding: Meppen, Piteå, Vliet

## Kunst
- Taddeo Gaddi: Tronende Madonna met Kind
- Begin van de bouw van het Pausenpaleis in Avignon.
- Begin van de bouw van de Broederenkerk in Deventer.

## Opvolging
- Baden-Baden - Rudolf Hesso opgevolgd door zijn neef Rudolf IV van Baden-Pforzheim
- kanaat van Chagatai - Buzan opgevolgd door Changshi
- Duitse Orde - Lüder van Brunswijk opgevolgd door Diederik van Altenburg
- Epirus - Johannes Orsini opgevolgd door Nikephoros II Orsini
- Il-kanaat (Perzië) - Abu Sa'id opgevolgd door Arpa Ke'un
- Karinthië - Hendrik opgevolgd door Albrecht II en Otto van Oostenrijk
- Namen - Jan II opgevolgd door zijn broer Gwijde II
- Tirol - Hendrik van Karinthië opgevolgd door zijn dochter Margaretha

## Afbeeldingen

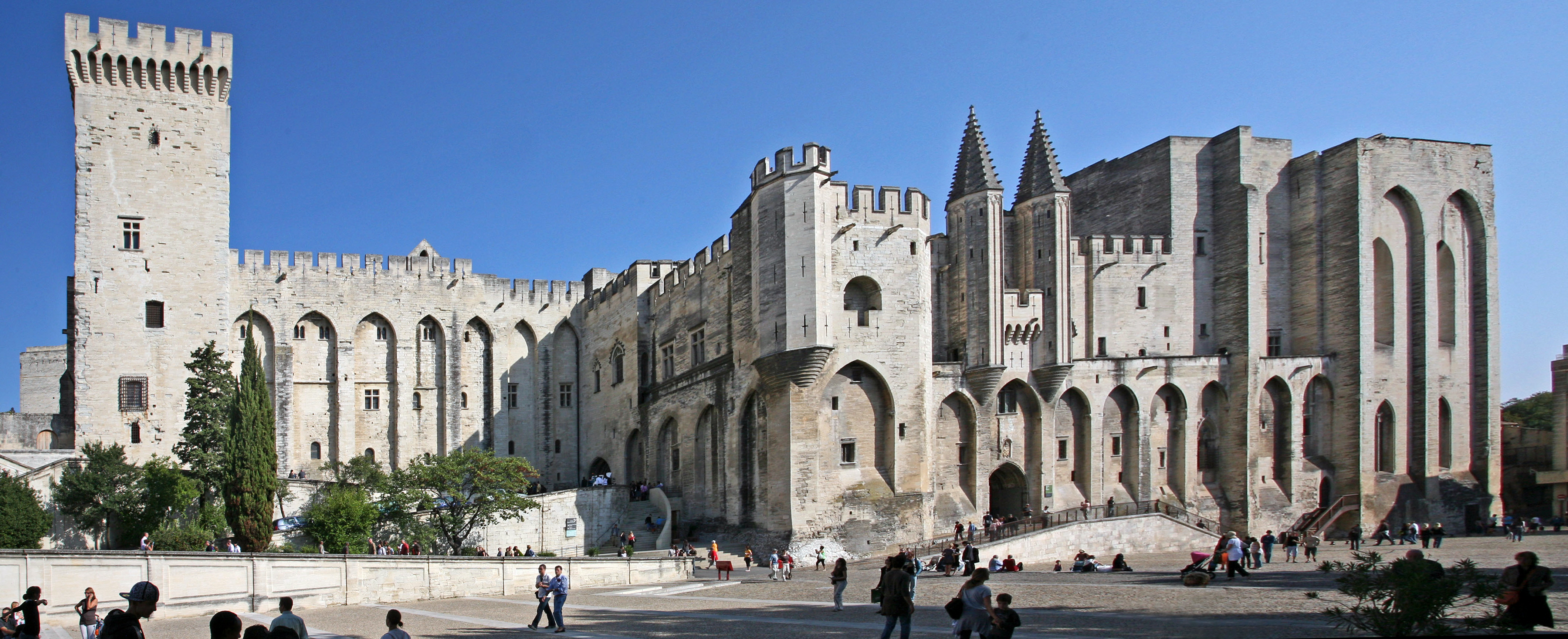
Pausenpaleis
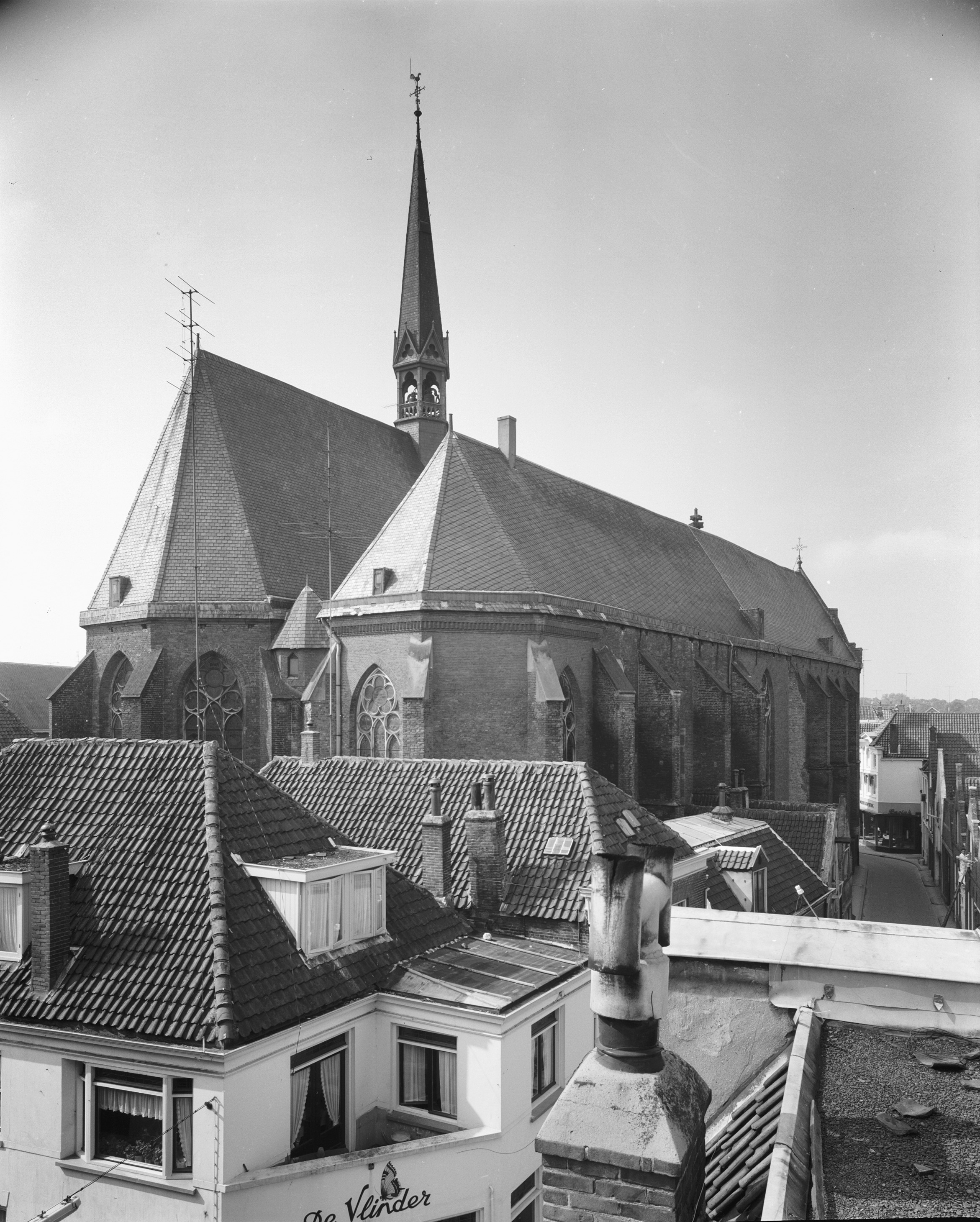
Broederenkerk

## Geboren
- 11 oktober - Taejo, koning van Joseon (Korea) (1392-1398)
- Aldobrandino III d'Este, heer van Ferrara en Modena (1352-1361)
- Francesco di Marco Datini, Italiaans handelaar (jaartal bij benadering)

## Overleden
- 2 april - Hendrik van Karinthië (~69), koning van Bohemen (1307-1310), hertog van Karinthië (1295-1335)
- 17 augustus - Rudolf Hesso van Baden (~40), Duits edelman
- 23 augustus - Heilwige Bloemaert, Brabants mystica
- 19 oktober - Elisabeth Richezza (49), echtgenote van Wenceslaus II en Rudolf I van Bohemen
- 24 november - Hendrik VI van Silezië (41), Pools edelman
- 1 december - Abu Sa'id (30), Il-kan (1316-1335)
- Lüder van Brunswijk, grootmeester van de Duitse Orde